# Víctor Cáceres
Víctor Javier Cáceres Centurión (ur. 25 marca 1985 w Asunción) – paragwajski piłkarz występujący najczęściej na pozycji prawego pomocnika. Od 2004 roku zawodnik Libertadu, grającego w Primera División de Paraguay.

## Kariera klubowa
Cáceres jest wychowankiem Atlántidy, z której przeniósł się do juniorskich drużyn znacznie bardziej znanego i popularnego Libertadu. Seniorskie barwy tego klubu reprezentuje od roku 2004 i zdobył z tym zespołem cztery z rzędu tytuły mistrzowskie (2006, 2007, Apertura 2008, Clausura 2008).

### Statystyki klubowe
| Klub     | Sezon | Rozgrywki                    | Mecze | Gole |
| -------- | ----- | ---------------------------- | ----- | ---- |
| Libertad | 2010  | Primera División de Paraguay | 0     | 0    |
| Libertad | 2009  | Primera División de Paraguay | 27    | 1    |
| Libertad | 2008  | Primera División de Paraguay | 33    | 5    |
| Libertad | 2007  | Primera División de Paraguay | 25    | 1    |
| Libertad | 2006  | Primera División de Paraguay | 18    | 2    |
| Libertad | 2005  | Primera División de Paraguay | 13    | 2    |
| Libertad | 2004  | Primera División de Paraguay | 3     | 0    |

Ostatnia aktualizacja: 1 stycznia 2010.

## Kariera reprezentacyjna
Víctor Cáceres zadebiutował w dorosłej reprezentacji Paragwaju w 2007 roku. Występował w eliminacjach do MŚ 2010. Zaliczył wtedy 13 występów i 3 żółte kartki, a Paragwaj wywalczył awans na Mistrzostwa. Cáceres został też powołany przez selekcjonera Martino do szerokiej kadry na Mundial 2010.

### Statystyki reprezentacyjne
| Reprezentacja | Rok  | Mecze | Gole |
| ------------- | ---- | ----- | ---- |
| Paragwaj      | 2010 | 0     | 0    |
| Paragwaj      | 2009 | 7     | 0    |
| Paragwaj      | 2008 | 11    | 0    |
| Paragwaj      | 2007 | 7     | 0    |

Ostatnia aktualizacja: 25 maja 2010.

## Życie prywatne
Brat Víctora, Marcos, również jest piłkarzem i ma za sobą występy w reprezentacji Paragwaju.